# Pascal Roller
Pascal Roller, né le 20 novembre 1976 à Heidelberg, en Allemagne de l'Ouest, est un joueur allemand de basket-ball, évoluant au poste de meneur.

## Carrière

### Palmarès
- 3e du championnat du monde 2002
- Finaliste du championnat d'Europe 2005